# Эффект аудитории
Эффе́кт аудито́рии (эффе́кт За́йонца, эффе́кт фасилита́ции) — влияние постороннего присутствия на поведение человека. Этот эффект необходимо учитывать при проведении, к примеру, психологических исследований: эффект аудитории можно рассматривать как один из факторов, угрожающих внутренней валидности.

## Предыстория
Большинство видов человеческой деятельности имеет коллективный характер и осуществляется в различных группах. Социальными психологами был выявлен ряд условий, при которых издержки деятельности в группах могут быть минимальным или вовсе отсутствовать. Для более качественного понимания групповой регуляции нужно систематизировать знания о процессах и условиях групповой деятельности, что позволит более эффективно управлять процессами в группе, улучшать, интенсифицировать деятельность групп, увеличивать их производительность и т. д.
Люди по-разному реагируют на внимание к себе со стороны окружающих. Одних оно беспокоит, заставляет смущаться, краснеть, заикаться, путаться в словах и действиях, даже испытывать состояние удушья из-за того, что от волнения у них перехватывает горло. Другие наоборот радуются, ощущают прилив энергии и начинают чувствовать себя увереннее и спокойнее, если заметили, что вызывают интерес.
Подобные различия могут быть объяснены какими-то устойчивыми особенностями личности, например самооценкой, типом темперамента и т. д. Но диспозиционных причин для понимания этого феномена недостаточно.
Один и тот же человек в некоторых ситуациях при наличии стороннего внимания теряет самоконтроль, попадает в замешательство, а в других, напротив, испытывает уверенность в себе, радостное возбуждение. Встречаются люди, которые во всех ситуациях ведут себя одинаково, например, смущаются. Напротив, есть люди, которые не склонны смущаться при внимании аудитории, хотя тут самоуверенность может быть напускной, а не реальной.
Одно от другого отличить несложно. Если субъект внимания аудитории осуществляет некое действие, например, читает лекцию, строит дом или занимается спортом, то при получении внимания со стороны аудитории у него появляется прилив сил, координация движений не нарушается, ощущается прилив бодрости и воодушевления, качество его деятельности или действия увеличивается.
Если за напускным спокойствием скрывается растерянность и неуверенность в себе, то фиксируются явные нарушения нормальных идеомоторных реакций, нарушение координации движений, на фоне неловкого желания скрыть проявления неуверенности. Одним из показателей неуверенности лектора является выступление «по бумажке», что говорит о профессиональной несостоятельности.
Отсюда ясно, что иногда присутствие других людей улучшает деятельность, а иногда ухудшает. Флойд Оллпорт, анализируя эти явления в 1920 г., назвал их «эффектами аудитории». Им же были введены термины для обозначения этих двух терминов: улучшение деятельности при наличии стороннего внимания получило название социальная фасилитация(социальное способствование), ухудшение деятельности при условии наличия внимания было названо социальным торможением(социальным сдерживанием). На сегодняшний день оба эти понятия являются общепринятыми.
Несмотря на то, что Оллпорт дал названия этим терминам, он не смог ответить на вопрос — почему и при каких условиях возникает социальная фасилитация и социальное торможение?
В 1965 г. появилось первое теоретические обоснование эффекта аудитории, его предложил Роберт Зайонц

## Конфликт интерпретаций: Почему возникает «эффект аудитории»
Исходя из бихевиористской формулы поведения (П = С — Р), Р. Зайонц предположил, что факт присутствия других людей и их внимание являются для индивида сильным источником общего возбуждения. Ощущение неопределенности и, как следствие, возбуждения создают еще и тот факт, что реакция аудитории непредсказуема. Если человек знает, что и как ему делать или говорить, то общее возбуждение положительно сказывается на качестве его деятельности, причем увеличение числа зрителей (стимулов) интенсифицирует эффект фасилитации.
Если говорить в рамках теории стимульного научения Халла-Спенса, хорошо освоенная (доминирующая) реакция в присутствии особей своего вида выполняется автоматически, то есть безукоризненно. Но когда реакция плохо усвоена, тогда наблюдается ухудшение деятельности индивида, потому что реализации нужной, но плохо заученной реакции мешает доминирующая, хотя и не нужная реакция. Наступает социальное торможение. Эта теория распространяется не только на людей, но и на большую часть животного мира.
У Р. Зайонца были основания сделать вывод о том, что повышение возбуждения улучшает выполнение простых задач и ухудшает — сложных. Подтверждением этой гипотезе являются почти 300 исследований с участием около 25 тыс. испытуемых.
Но с альтернативным объяснением эффекта аудитории вышел Николас Коттрелл, утверждая, что данный феномен объясняется тем, что люди, занятые какой-то деятельностью на людях, ожидают оценки со стороны зрителей и обеспокоены грядущей оценкой. И действительно, в ходе исследований выяснилось, что в присутствии людей, у которых были завязаны глаза или которые по каким-то другим причинам не могли выступать экспертами-оценщиками мастерства и умений, деятельность сопровождалось меньшим возбуждением, чем деятельность на глазах зрителей, способных выносить оценку. Коттрелл привел много доказательств того, что существует разница между простым отношением индивида к зрителям и ожиданием с их стороны оценки.
Но как же тогда быть с тараканами, муравьями и спаривающимися крысами, которые так же демонстрируют эффект аудитории? Неужели они тоже ожидают от зрителей-сородичей оценки своей деятельности?

## Теория конфликта внимания
Спор Н. Коттрелла с Р. Зайонцем попытался разрешить в своей теории конфликта внимания Роберт Бэрон (Baron R., 1986). Он утверждает, что особи своего вида выступают раздражающим и отвлекающим фактором по многим причинам, включая и ту, которую называет Зайонц, присутствие других служит источником возбуждения. Но прежде, чем возбуждение начнется, присутствие других, будучи отвлекающим фактором, вызовет конфликт внимания у занятого своим делом индивида. И этот конфликт внимания уже приведет к возбуждению, и в зависимости от того, как индивиду удастся с ним справиться, возбуждение будет либо способствовать, либо препятствовать исполнению его деятельности.
Если индивид уделяет слишком много внимания присутствующим зрителям, то в результате социального торможения его деятельность вообще может прекратиться. Если же он вместо того основной фокус внимания переключит с аудитории, на собственно свою деятельность, то усиление возбуждения будет либо способствовать хорошо освоенной реакции, либо сдерживать реализацию плохо освоенной реакции.
Получается, что конфликт между вниманием к своей деятельности и вниманием к другим особям создает напряжение в когнитивном процессе, что вызывает возбуждение у индивида. Очевиден тот факт, что большинство людей хотят выглядеть наилучшим образом на глазах других. И при условии того, что человек делает простое действие, к которому он привык и хорошо освоил и делает его хорошо, вызванный в результате конфликта внимания процесс возбуждения, может способствовать улучшению деятельности.
Но при выполнении сложной задачи все обстоит иначе. Здесь Любая ошибка сопровождается фрустрацией, которая будет усиливаться из-за процесса возбуждения, вызванного присутствием наблюдателей. Это приводит к тревоге, панике, раздражению, и как следствие, к дезорганизации деятельности.
Не только сторонние наблюдатели могут вызвать конфликт внимания, но и сам индивид способен быть для себя зрителем, оценщиком собственной деятельности и, таким образом, усилить конфликт, и следовательно возбуждение. Данное дополнение в развитие теории Р. Бэрона предложили Кэт Жимански и Стивен Харкинс
Брианом Малленом Роем Баумейстром было сделано еще одно дополнение к этой теории. В этом дополнении отмечается, что анализ собственных действий в процессе деятельности чреват конфликтом между точностью и скоростью действий. Когда при выполнении того или иного действия у индивида возникает конфликт внимания при наблюдении зрителей, индивид может сосредоточиться или на точности, или на скорости. Но предпочтение одному будет идти в ущерб другому, и произойдет ухудшение деятельности.
И все же теория конфликта внимания Р. Бэррона не может объяснить некоторые факты. Например, Александр Дюма мог писать свои романы в любом месте: дома, на палубе парохода, на прилавке магазина. При этом не было падения в продуктивности: не падала ни скорость, ни качество художественной деятельности. Он был столь увлечен работой, что его не отвлекали сторонние взгляды. Если учитывать тот факт, что написание романов — задача тяжелая, теория конфликта внимания все же не всеобъемлющая. Есть масса иных писателей, которые могли вести быструю и продуктивную работу лишь уединившись.

## Ситуация содеятельности
Другие люди могут выступать не только в роли безучастных наблюдателей за деятельностью того или иного индивида, но и сами быть вовлеченными в деятельность. Торговцы на рынке, параллельно торгуя товарами, разумеется, не останутся равнодушными к делам друг друга. Между ними будет конкуренция. Но они так же будут являться зрителями для друг друга, соответственно, их содеятельность будет оказывать такое же действие как и присутствие пассивного зрителя, правда с учетом того что это действие будет усилено состязательными отношениями между двумя индивидам.
Конкуренция является одним из мощных побудителей для улучшения качества, совершенствования товаров или услуг ради того, чтобы превзойти соперника. Именно благодаря конкуренции Запад достиг такого процветания в науке, экономике, промышленности и других областях. У конкуренции есть и свой минус: конкуренция способствует увеличению скорости деятельности взамен возможного падения качества и точности.
Значит содеятельность может стать еще одним источником конфликта внимания. Ведь соперники сравнивают свои достижения, и при отставании одного от другого, отставший пытается в ущерб качеству догнать того, кто впереди, например, количественно.
Таким образом, содеятельность, воспринимаемая как конкуренция, может стать еще одним источником конфликта внимания. Ведь соперники, наблюдая за деятельностью друг друга, обоюдно сравнивают свои результаты. Если один преуспевает больше другого, то второй, стремясь достичь таких же или даже лучших результатов, утеряет иной параметр.
Если же деятельность соперника ничем не отличается или даже хуже, то она может вообще не восприниматься как конкурирующая. В этом случае содеятели оказывают друг на друга такое же влияние, как простые зрители.

## Другие факторы, угрожающие внутренней валидности
- Эффект последовательности
- Эффект Хоторна
- Эффект плацебо
- Эффект Розенталя
- Эффект первого впечатления
- Эффект Барнума
- Сопутствующее смешение
- Статистическая регрессия

## Примечание
1. 1 2  2016 © НП ЦДО «Элитариум». Социальное влияние в группах | Элитариум. Элитариум (4 марта 2009). Дата обращения: 26 мая 2016.
2. ↑  Administrator. Социальная психология - Теория конфликта внимания. fond-ids.ru. Дата обращения: 26 мая 2016. Архивировано из оригинала 11 июня 2016 года.
3. ↑  (Kelley H. & Thibaut J., 1969)
4. ↑  Эффект аудитории (или эффект Зайонца). psyfactor.org. Дата обращения: 26 мая 2016. Архивировано 9 июня 2016 года.
5. ↑  (Майерс Д., 1997).
6. ↑  Образовательный портал ТГУ. edu.tltsu.ru. Дата обращения: 26 мая 2016. Архивировано 10 июня 2016 года.
7. ↑  Szymanski K. & Harkins S., 1987
8. ↑  (Mullen В., & Baumeister R., 1987)
9. 1 2  2.3. Теория конфликта внимания:  Как это обычно и бывает, разногласия между двумя теориями снимает. sci.house. Дата обращения: 26 мая 2016. Архивировано из оригинала 25 июня 2016 года.

## Список литературы
- Семечкин Н. И.. Социальная психология. Часть 2, 2003
- Уилк Х. и Книппенберг Э., 2001
- Kelley H. & Thibaut J., 1969
- Szymanski K. & Harkins S., 1987